# Миссионер (фильм, 2007)
«Миссионер» (англ.  Missionary Man) — боевик 2007 года. Режиссёр, сценарист и исполнитель главной роли — Дольф Лундгрен.
Теглайн фильма — «No sin shall go unpunished».

## Сюжет
Прерия. Индейская резервация. Небольшой городок. Три улочки, мало жителей, глушь, заброшенные дома, жалобно на одной ноте воет ветер, гоняющий мусор и перекати-поле. Городом правит местный босс, законы отсутствуют, местный шериф слепо выполняет все указания криминального авторитета. Босс решает построить на землях индейцев казино. Совет племени колеблется, тем более что в его составе есть один тайный подручный босса. Индеец, выступивший против казино, убит. Остальные запуганы и пассивно ждут исхода событий. На тех, кто пытается противиться, напускается шайка местных хулиганов и бандитов.
Единственный человек, кто пытается помешать этим планам — вдова убитого индейца. Но слабая женщина, с двумя детьми, без поддержки окружающих — что она может сделать против силы?
Неожиданно в городе появляется таинственный незнакомец, на мощном байке и с Библией в руках. Он принимает сторону слабых и кулаками и словом Божьим выступает против местной шайки. Босс, понимая, что своими силами ему не справиться, вызывает на помощь банду байкеров. Незнакомец, называющий себя «Райдер», вступает с ними в кровавую схватку.

## В ролях
| Актёр             | Роль        |
| ----------------- | ----------- |
| Дольф Лундгрен    | Райдер      |
| Кетери Уокер      | Нэнси       |
| Челси Риккетс     | Киова       |
| Мэтью Томпкинс    | Джон Рино   |
| Джон Монтойя      | Джуниор     |
| Джеймс Чалк       | шериф Акома |
| Джон Инос III     | Джарф       |
| Лоуренс Вернадо   | Гомес       |
| Чарлз Соломон мл. | Мёрфи       |
| Джонни Крус       | Билли       |